# Puig Gros de Bendinat
El Puig Gros de Bendinat, dit també Puig Gros de Portals i el Capità, és una muntanya del terme de Calvià, a Mallorca, situada a 485 m d'altitud. És el tercer cim més alt de la Serra de na Burguesa, després dels Puntals de Valldurgent (511 m) i el Puig d'en Bou (503 m). Sovint ha estat tengut pel puig més alt de na Burguesa, o si més no del sector sud, fins al Coll del Vent; l'error es deu al fet que el Puig d'en Bou està situat més a l'interior i és visible de pocs indrets, mentre que el Puig de Bendinat es veu de tota la costa, de Portals fins a Cala Major.